# XIX Premis Turia
Els XIX Premis Turia foren concedits el 3 de juliol de 2010 per la revista valenciana Cartelera Turia amb la intenció de guardonar les persones i col·lectius que haguessen destacat l'any anterior en qualsevol de les categories i seccions que cobria la revista: cinema (pel·lícula espanyola i estrangera, actor i actriu), teatre, arts plàstiques, literatura, gastronomia, mitjans de comunicació, esports, música i literatura. La llista de guanyadors era escollida per l'equip de redactors i col·laboradors de la revista. En aquesta edició no es va oferir el premi a la millor actriu porno.
L'entrega es va dur a terme a l'Auditori Casa de Cultura de Burjassot i fou presentada novament per Tonino i Juanjo de la Iglesia, que porten ja 13 anys presentant-la, amb l'actuació especial El Chou! del còmic valencià Xavi Castillo mentre els periodistes Manuel S. Jardí i Emili Piera, realitzaran un resum del Mundial de Futbol de Sud-àfrica. El cartell de l'edició consistia en una cara d'Alfred Hitchcock en homenatge al 50è aniversari de la pel·lícula Psicosi. Se li va fer un homenatge al polític Santiago Carrillo, qui el dia 1 havia estat signant exemplars del seu llibre Los viejos camaradas a Octubre Centre de Cultura Contemporània després d'un acte moderat per Alfons Cervera i amb la presència de José Luis Sampedro.
El premi consisteix en una estàtua que imitava la que sortia a la mítica pel·lícula El falcó maltès (1950) de John Huston.

## Guardons
Els guanyadors de l'edició foren:
| Categoria                                 | Premiat                                            | Labor premiada                                          |
| ----------------------------------------- | -------------------------------------------------- | ------------------------------------------------------- |
| Millor Pel·lícula Espanyola               | Celda 211                                          | Daniel Monzón                                           |
| Millor Pel·lícula Estrangera              | Si funciona...                                     | Woody Allen                                             |
| Millor Opera Prima                        | Tres dies amb la família                           | Mar Coll                                                |
| Millor Opera Prima                        | Pagafantas                                         | Borja Cobeaga                                           |
| Premi Especial Turia                      | El cònsol de Sodoma                                | Sigfrid Monleón                                         |
| Premi Especial Turia                      | Nacidas para sufrir                                | Miguel Albaladejo                                       |
| Premi millor documental                   | Últimos testigos: Carrillo                         | Manuel Martín Cuenca                                    |
| Premi Especial Cinema                     | Carlos Saura                                       |                                                         |
| Millor Actor                              | Jordi Mollà                                        | El cònsol de Sodoma                                     |
| Millor Actor Revelació                    | Gorka Otxoa                                        | Pagafantas                                              |
| Millor Actriu Revelació                   | Nausicaa Bonnín i Dufrenoy                         | Tres dies amb la família                                |
| Millor contribució literària              | Jorge Herralde                                     | 40è Aniversari d'Editorial Anagrama                     |
| Millor contribució teatral                | Teatre Olympia                                     |                                                         |
| Millor contribució gastronòmica           | Restaurant La Finca (Elx)                          | -                                                       |
| Millor contribució cultura del vi         | El Mustiguillo (Bodega El Terrazo, Utiel, Requena) | -                                                       |
| Millor contribució mitjans de comunicació | Fotoperiodistes Valencians Rosa Maria Calaf        |                                                         |
| Millor contribució cultural del còmic     | 11-M: La novela gráfica                            | Pepe Gálvez, Toni Guiral, Joan Mundet, Francis González |
| Millor contribució esportiva              | Llevant UE (Temporada 2009/2010)                   | -                                                       |
| Millor contribució social                 | Plataforma Salvem el Cabanyal                      |                                                         |
| Millor contribució cívica                 | Román de la Calle                                  |                                                         |
| Premi "La Turia te pone verde"            | Greenpeace Espanya                                 | 25è Aniversari                                          |
| Millor contribució de televisió           | Usun Yoon                                          | la Sexta                                                |
| Premi Huevo de Colón                      | Andrés Perelló Rodríguez                           | Eurodiputat                                             |
| Homenatge                                 | Santiago Carrillo                                  |                                                         |

## Premi per votació dels lectors
| Categoria                    | Pel·lícula             | Director             |
| ---------------------------- | ---------------------- | -------------------- |
| Millor pel·lícula espanyola  | Celda 211              | Daniel Monzón        |
| Millor pel·lícula estrangera | El secreto de sus ojos | Juan José Campanella |